# Ammophila shoshone
Ammophila shoshone es una especie de avispa del género Ammophila, familia Sphecidae.

## Taxonomía
Fue descrito por primera vez en 1967 por Menke.